# 梅賽德斯-賓士GLK系列
梅賽德斯-賓士GLK系列（Mercedes-Benz GLK-Class，代號 X204），是一款小型高檔跨界休旅車，在2008年北京車展首次發表後，於當年秋季開始販售。其主要競爭對手除同時發表的奧迪Q5外，尚有BMW X3、Volvo XC60，及將在2013年底發表的Porsche Macan。
GLK是梅賽德斯-賓士休旅車家族第五位成員。開發動機是針對傳統休旅車身軀龐大造成油耗、操控不佳的缺點，想推出較小車身的休旅車。車型定位為主打時尚、都會型的休旅車。2008年梅賽德斯-賓士紐約時尚週時，展出GLK車款，利用《慾望城市》電影版預告片段，成功將品牌形象導入時尚娛樂圈，也刮起橫掃全球的時尚風潮。
梅賽德斯-賓士於2012年發表GLK小改款，修正過於方正的線條，使外型更時尚動感，加上內裝質感進化、動力效能提升、車頭設計融入家族特色，並加入日行燈、頭燈及尾燈LED化等。
2015年，GLK被新命名的GLC取代。